# Saint-Morillon
Saint-Morillon è un comune francese di 1 494 abitanti situato nel dipartimento della Gironda nella regione della Nuova Aquitania.

## Società

### Evoluzione demografica
Abitanti censiti